# Naval Aircraft Factory N3N Canary
N3N là một loại máy bay huấn luyện sơ cấp, hai tầng cánh của Hoa Kỳ, do hãng Naval Aircraft Factory (N.A.F.) ở Philadelphia, Pennsylvania thiết kế chế tạo trong thập niên 1930.

## Biến thể

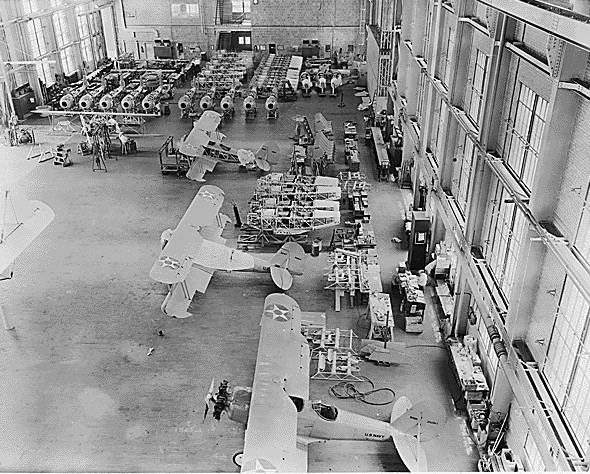
N3N sản xuất năm 1937

XN3N-1
N3N-1
XN3N-2
XN3N-3
N3N-3

## Quốc gia sử dụng

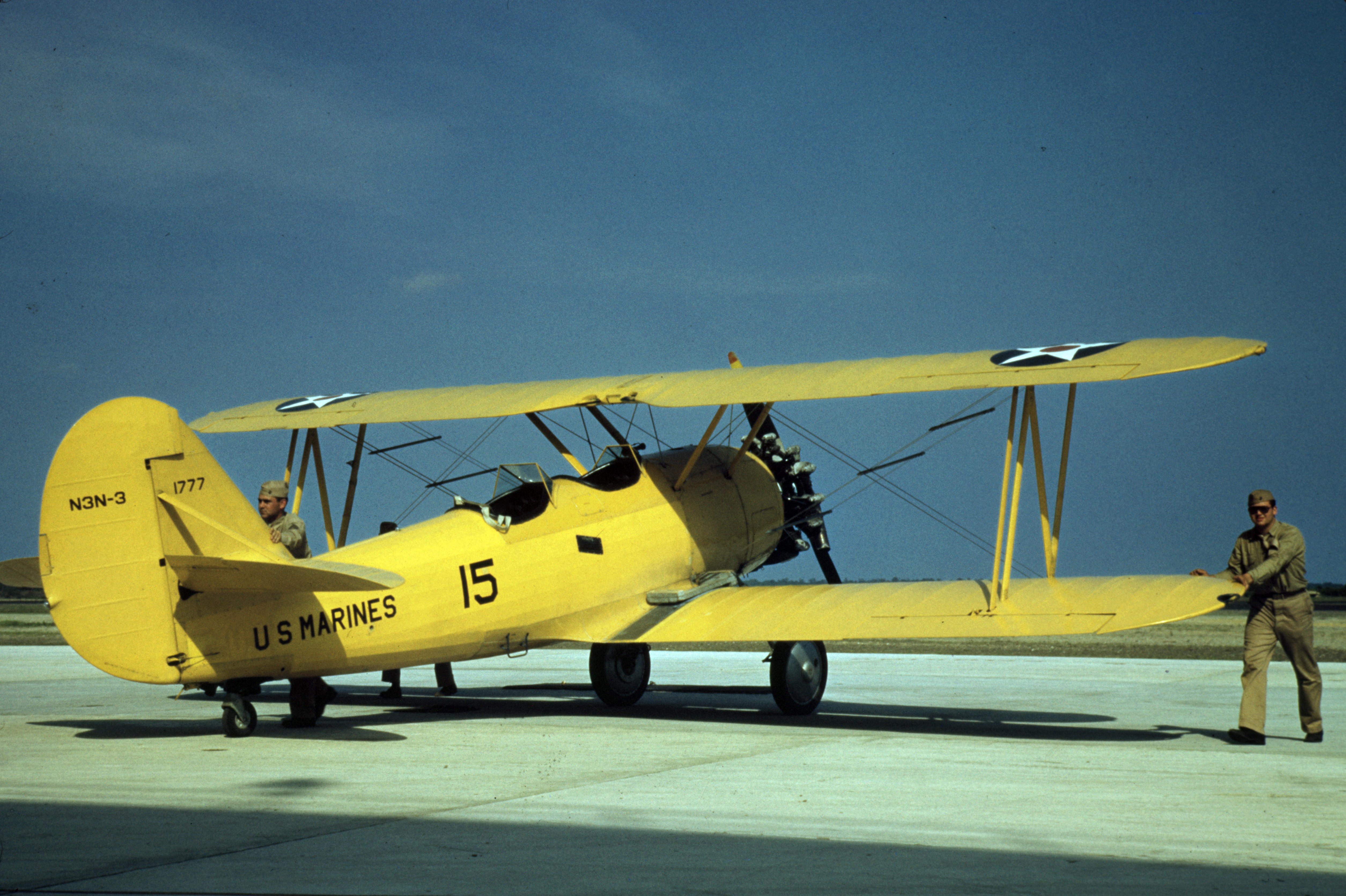
N3N-3, 1942.

Hoa Kỳ
- Bảo vệ Bờ biển Hoa Kỳ
- Hải quân Hoa Kỳ

 Paraguay
- Không quân Hải quân Paraguay

## Tính năng kỹ chiến thuật (N3N-3)

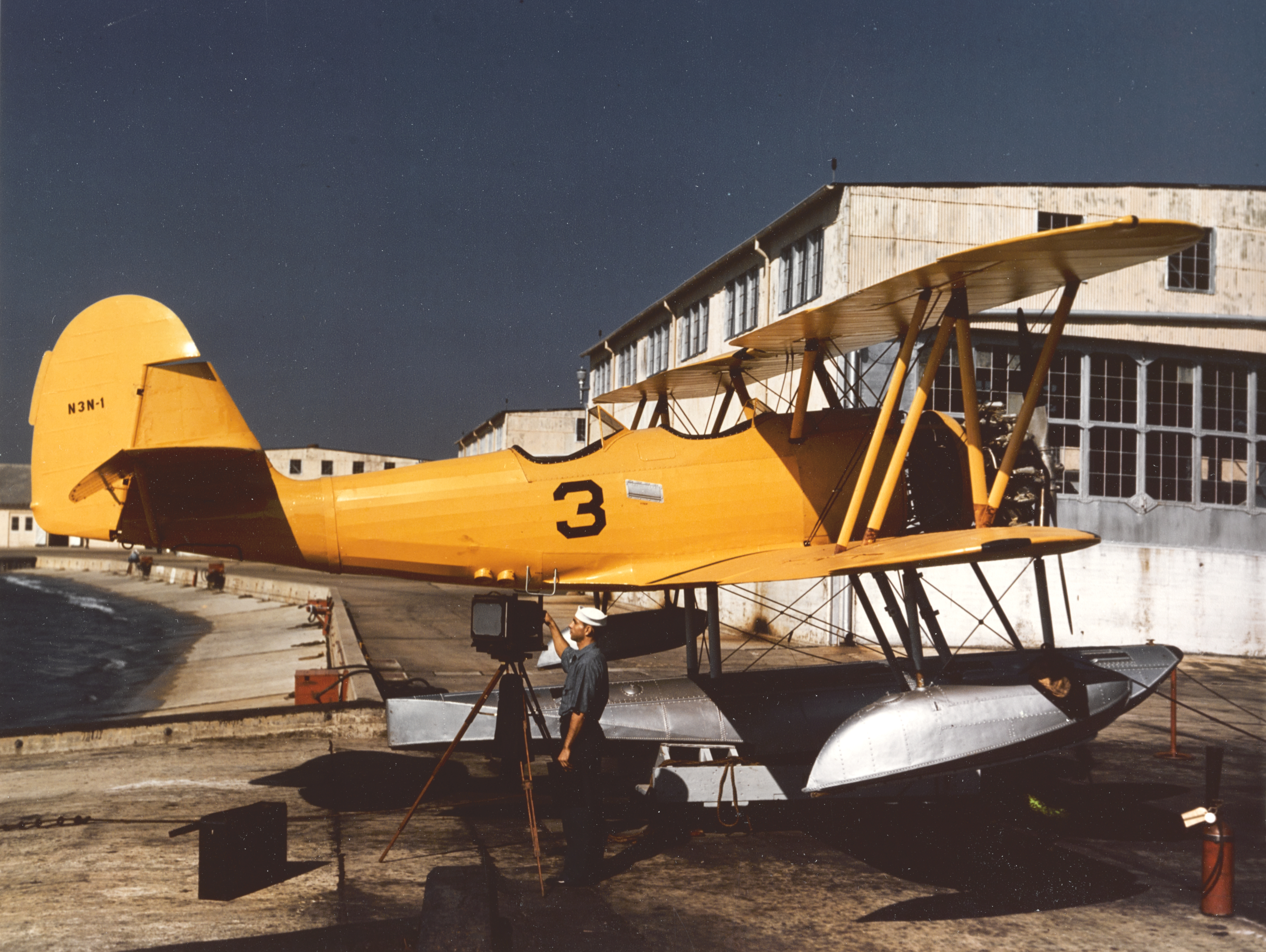
Thủy phi cơ N3N-1 của Hải quân Hoa Kỳ.

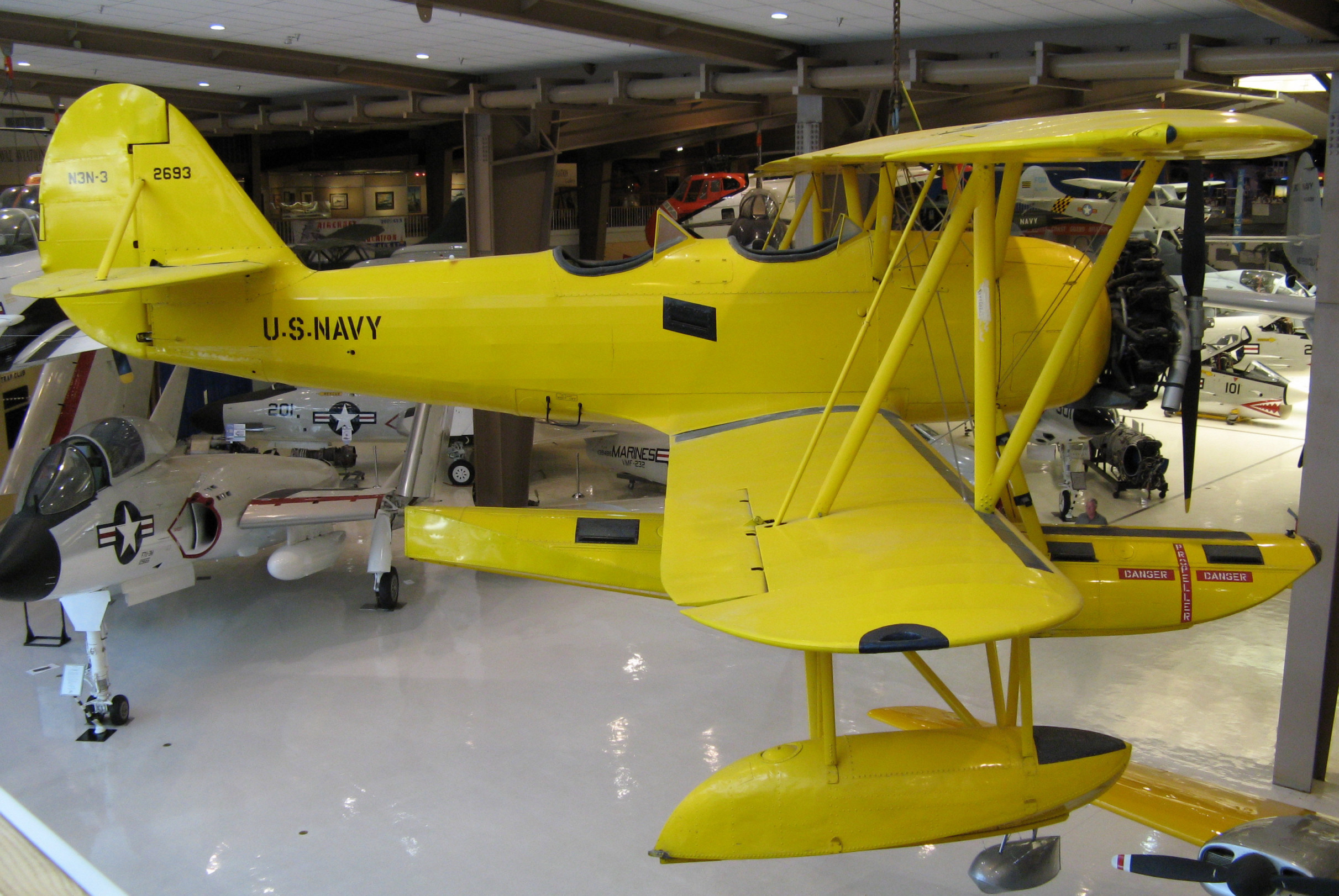
N3N trưng bày tại Bảo tàng Quốc gia Không quân Hải quân

Dữ liệu lấy từ Holmes, 2005. p. 96.
Đặc điểm tổng quát
- Kíp lái: 2
- Chiều dài: 25 ft 6 in (7.77 m)
- Sải cánh: 34 ft 0 in (10.36 m)
- Chiều cao: 10 ft 10 in (3.3 m)
- Diện tích cánh: 305 ft2 (28.3 m2)
- Trọng lượng rỗng: 2,090 lb (948 kg)
- Trọng lượng có tải: 2,792 lb (1,266 kg)
- Động cơ: 1 × Wright R-760-2 Whirlwind, 235 hp (175 kW)

Hiệu suất bay
- Vận tốc cực đại: 126 mph (203 km/h)
- Tầm bay: 470 dặm (756 km)
- Trần bay: 15,200 ft (4,635 m)